# Resolutie 472 Veiligheidsraad Verenigde Naties
Resolutie 472 van de Veiligheidsraad van de Verenigde Naties werd op 13 juni 1980 met veertien
stemmen tegen geen aangenomen op de 2230ste bijeenkomst van de VN-Veiligheidsraad. De Volksrepubliek China nam niet deel aan de stemming.

## Achtergrond
In 1964 stationeerden de Verenigde Naties de UNFICYP-vredesmacht op Cyprus nadat er geweld was uitgebroken tussen de Griekse en Turkse bevolkingsgroepen op het eiland. Die vredesmacht werd keer op keer verlengd. Ze was in 1980 en tientallen jaren later nog steeds ter plaatse.

## Inhoud
De Veiligheidsraad:
- Bemerkt het rapport van de secretaris-generaal over de VN-operatie in Cyprus.
- Bemerkt de overeenstemming onder de partijen om de VN-vredesmacht voor zes maanden te verlengen.
- Bemerkt ook het akkoord van de Cypriotische overheid om de macht na 15 juni te behouden.
- Herbevestigt resolutie 186 (1964) en andere.
- Herhaalt zijn steun voor het tienpuntenakkoord voor de hervatting van de gesprekken.

1. Verlengt nogmaals de VN-vredesmacht in Cyprus voor een nieuwe periode tot 15 december 1980.
2. Dringt aan op de hervatting van de gesprekken op basis van het tienpuntenakkoord.
3. Vraagt de secretaris-generaal zijn missie voort te zetten, de Veiligheidsraad op de hoogte te houden van de vooruitgang en tegen 30 november te rapporteren over de uitvoering van deze resolutie.

## Verwante resoluties
- Resolutie 451 Veiligheidsraad Verenigde Naties
- Resolutie 458 Veiligheidsraad Verenigde Naties
- Resolutie 482 Veiligheidsraad Verenigde Naties
- Resolutie 486 Veiligheidsraad Verenigde Naties

Lijst ·  462 ·  463 ·  464 ·  465 ·  466 ·  467 ·  468 ·  469 ·  470 ·  471 ·  472 ·  473 ·  474 ·  475 ·  476 ·  477 ·  478 ·  479 ·  480 ·  481 ·  482 ·  483 ·  484